# Omnibus
Pour les articles homonymes, voir Omnibus (homonymie).
Pour l’article ayant un titre homophone, voir Homnibus.
Un omnibus (« pour tous », datif pluriel du mot latin omnis, « tout ») est, historiquement, un véhicule à traction hippomobile assurant un service de transport public régulier. Le terme a donné ses dérivés : autobus et bus.
L'omnibus circule à des horaires déterminés sur des lignes fixes, ce qui le distingue du fiacre, ancêtre du taxi, qui, loué spécialement, se rend à la destination requise par ses clients.
Plus tard, avec l'apparition des chemins de fer, et par glissement de sens, on nomme omnibus un train en site propre qui dessert toutes les gares d'une ligne (par opposition à train direct) ; ce terme en vient à désigner un train lent (parce qu'il s'arrête partout), par opposition à rapide, semi-rapide ou express.
Le tramway, dont l'idée de circulation en milieu urbain en site non exclusif est importée des États-Unis, ne sera expérimenté en France qu'en 1853. Il reprend la formulation de portes des deux côtés suivant la disposition de la station d'arrêt, — il n'y a pas forcément de quai —, avec une seule classe un seul compartiment, avec des arrêts non facultatifs et la conformité de circulation avec l'automobile.

## Les débuts des transports publics
Les premiers transports publics réguliers ont été conçus par Blaise Pascal. Ils ont circulé à Paris de 1662 à 1677. Ces « Carrosses à cinq sols » étaient des véhicules à huit places qui avaient des lignes et des horaires réguliers, et partaient donc même lorsqu'ils n'étaient pas complets.
Pour assurer le succès de son entreprise, Pascal n'avait pas manqué d'y associer de grands noms : le duc de Roannes, gouverneur du Poitou ; Pierre de Perrien, marquis de Crénan, grand échanson de France ; le marquis de Souches, grand prévôt de l'Hôtel.
Ils n'étaient toutefois pas pour tous : les lettres patentes accordées par le Roi et enregistrées par le Parlement de Paris le 27 mars 1662 stipulaient que soldats, pages, laquais et autres gens de livrée, mesme les manœuvres et gens de bras ne pourraient entrer esdits carosses. Les carrosses à cinq sols périclitèrent à la suite d'augmentations de tarif et, sans doute, à cause de l'interdiction faite par le Parlement aux petites gens d'y entrer.

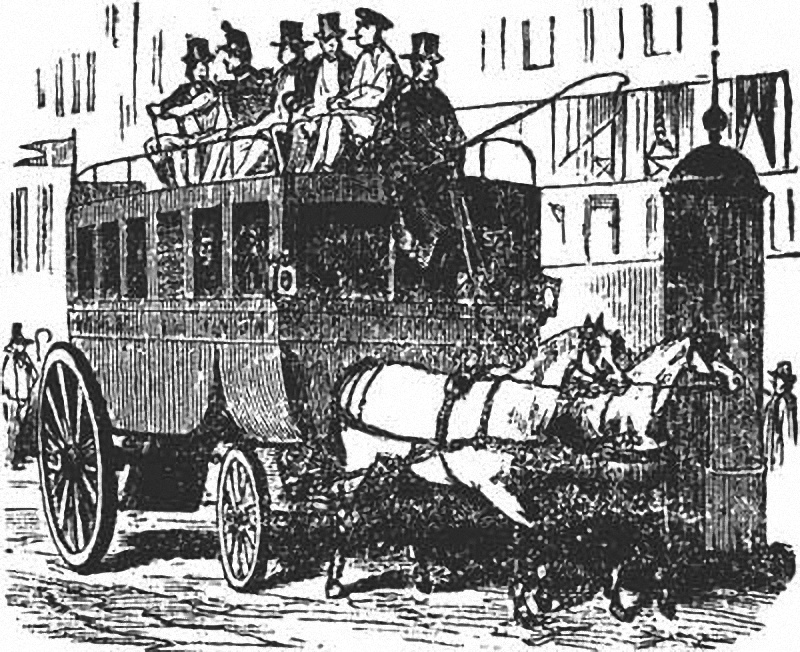
Dessin d'un omnibus.
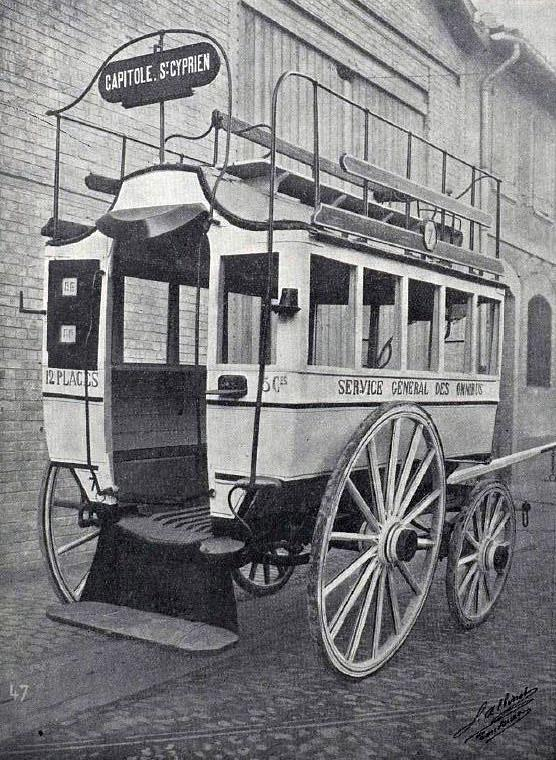
Le premier omnibus à chevaux de Toulouse (1863).
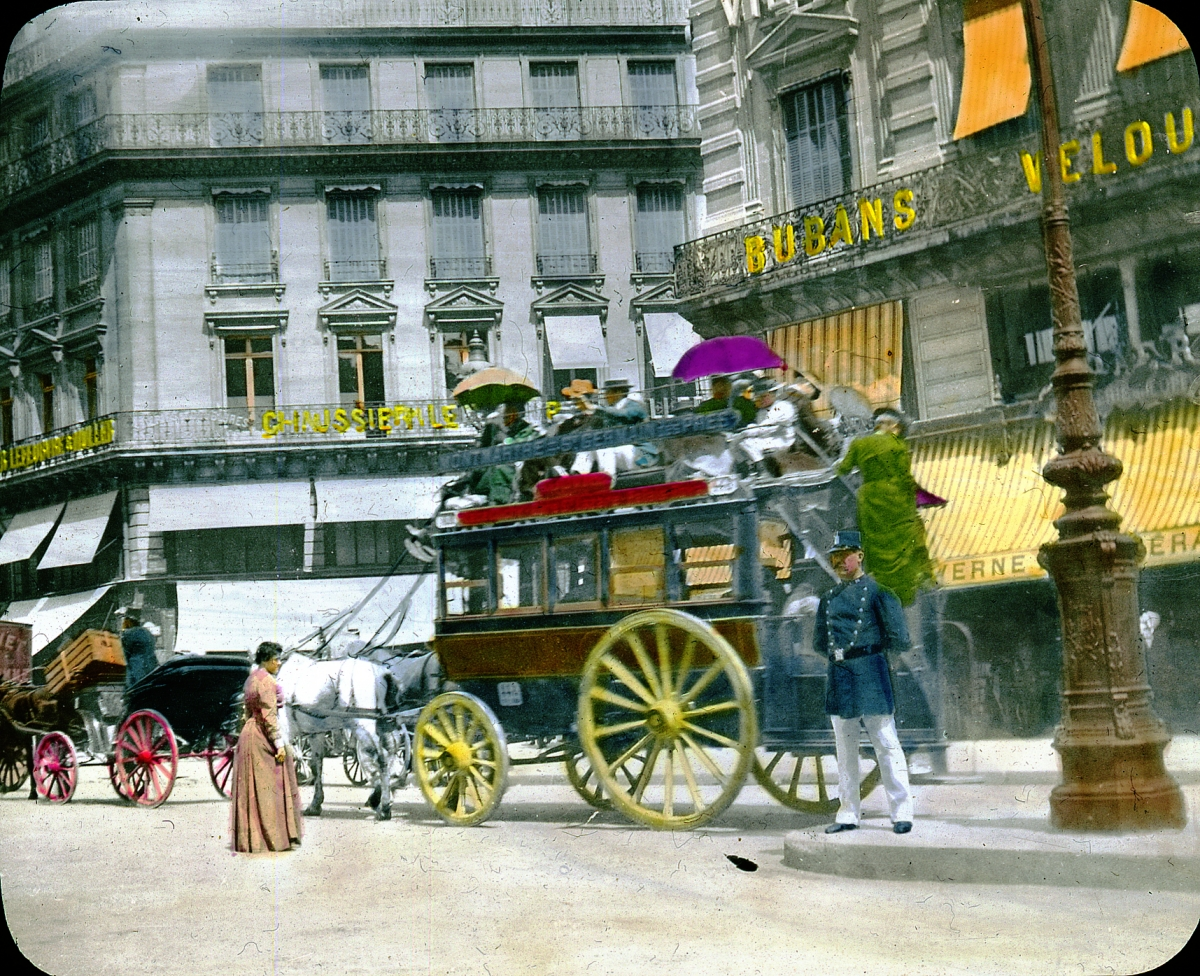
Un omnibus à Paris en 1900.

Au XIXe siècle, une autorité judiciaire interprète une réglementation de 1806, en différenciant les voitures publiques de messagerie des omnibus de transport en commun.
En 1827, apparaît la chanson publicitaire du premier omnibus de Nantes.
L'âge d'or des omnibus est le XIXe siècle, lorsque les villes s'étendent, que la voirie s'améliore et que la petite bourgeoisie, qui pouvait payer les places, se développe.

### En Angleterre: John Greenwood à Manchester (1824)
On doit d'abord évoquer l'initiative de John Greenwood en 1824 à Manchester. John Greenwood, propriétaire d'une barrière d'octroi, instaure, le 1er janvier 1824, un service régulier de voitures de cette barrière vers la rue du Marché ; les voitures peuvent transporter 8 ou 9 personnes. Il n'y a que 3 rotations par jour et le tarif est assez élevé : ce service vise une clientèle de personnes aisées, notamment des commerçants.

### En Prusse: Simon Kremser à Berlin (1825)
En 1825 Simon Kremser ouvrit son premier service d'omnibus entre la Porte de Brandebourg à Berlin et la ville voisine de Charlottenbourg. Ses véhicules étaient grands et suspendus, mais couverts par des bâches. Ils suivaient déjà un horaire fixe. Plus tard il ouvrit d'autres lignes depuis d'autres portes aux environs de Berlin. Kremser appelait déjà ses véhicules « omnibus ». Aujourd'hui ce type de véhicule est appelé « kremser » en allemand, et utilisé pour des excursions de loisir. La première ligne intra-urbaine de Berlin fut ouverte en 1840 par Israel Moses Henoch, avec trois omnibus classiques, mais sans horaire. Parce que les deux initiateurs du transport public dans la capitale allemande étaient juifs, leur souvenir fut supprimé par les nazis.

### En France: Étienne Bureau et Stanislas Baudry à Nantes (1826)
En France, les omnibus naissent à Nantes, au début du XIXe siècle, lorsqu'Étienne Bureau, petit-fils d'armateur, imagine un véhicule pour transporter ses employés entre les bureaux de l'entreprise, situés dans le centre, rue Jean-Jacques-Rousseau, et les entrepôts des Salorges où se trouvent les services de la Douane.
En 1826, Stanislas Baudry, un autre homme d'affaires nantais, met en place le même service pour convoyer ses clients du centre-ville vers la rue de Richebourg, où se trouvent des bains publics qu'il a créés comme annexe d'une minoterie. Le service est d'abord gratuit mais il se rend compte que des gens utilisent ce moyen de transport pour leurs déplacements personnels. Il institue alors un accès payant et crée une entreprise spécifique de transport urbain baptisée « La Dame Blanche », s'inspirant du succès de l'opéra-comique de Boëldieu créé quelques mois auparavant. Il fonde ainsi le premier service français d'omnibus de l'ère contemporaine.
En 1840, trois nouvelles compagnies s’attaquent au monopole établi par le successeur de Stanislas Baudry, Edme Fouquet : « Les Nantaises », « Les Favorites » et « Les Bretonnes ».
En 1852, une quatrième société arrive : « Les Hirondelles ». Au total une trentaine d’omnibus circulent dans les rues devenues encombrées.
Les omnibus apparaissent ensuite dans les plus grandes villes de France : à Paris (1828), au Havre (1832), à Lyon (1837), Marseille (vers 1840), Bordeaux (1854), Toulouse (1863)…

### Stanislas Baudry à Paris (1828-1830)
Lorsque Stanislas Baudry décide de créer le même service à Paris, il fonde une nouvelle entreprise à qui il donne le nom d'Entreprise générale des omnibus (EGO) ; il y est associé avec d'autres hommes d'affaires (Boitard et Saint-Céran). Le 30 janvier 1828, l'EGO obtient du préfet de police, Louis-Marie de Belleyme, l'autorisation d'exploiter une entreprise de « voitures destinées à transporter à bas prix les habitants de certains points de la ville à d'autres points également fixés et en suivant des itinéraires fixés par la ville », avec au plus cent voitures.
Les omnibus de l'EGO, tractés par trois chevaux, comptent 14 places assises réparties en trois classes. Après une phase de succès, l'EGO subit une crise dès l'hiver 1830 et est mise en faillite et Stanislas Baudry se suicide.

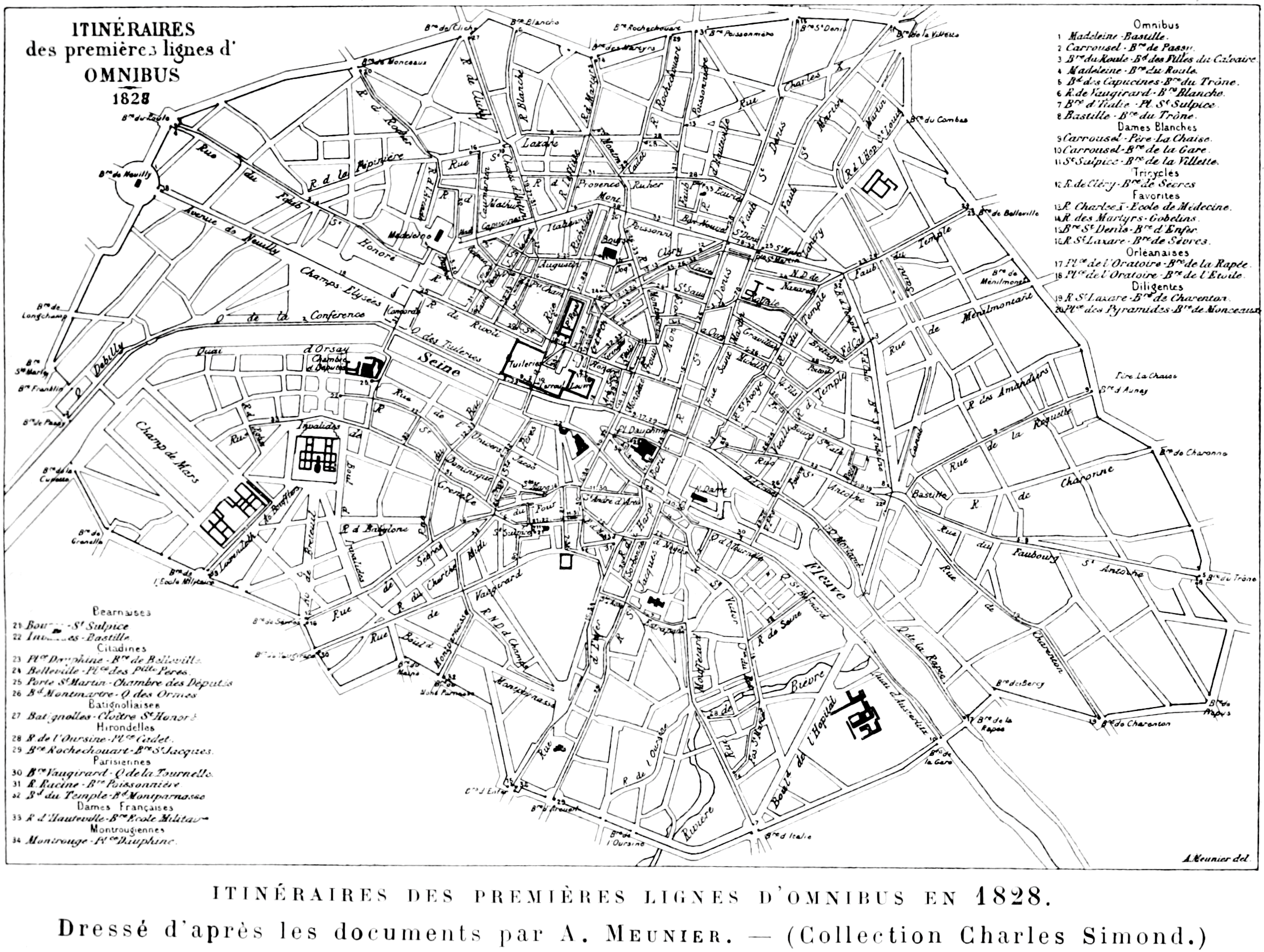
Tracé des lignes d'omnibus à Paris en 1828.

## Origine du nom
Origine donnée traditionnellement
« Omnibus » vient  bien du latin omnibus ("pour tous"), mais ce serait de façon indirecte, par l'intermédiaire d'une sorte de réclame commerciale utilisée par un magasin nantais à l'époque de la création de la ligne de Stanislas Baudry.
Selon le site du Musée des Transports Urbains de Chelles, qui retranscrit une tradition ancienne :

« Le véhicule stationne devant la boutique d'un chapelier nommé Omnes, dont l'enseigne indiquait Omnes Omnibus, ce qui signifierait en latin : « Tous pour tous », mais qu'il fallait comprendre comme un jeu de mots : Omnes pour tous. »

C'est ainsi que les usagers de la ligne prennent l'habitude de dire : « Je prends (ou je vais à)… l'omnibus ! ».
Cette désignation est ensuite officialisée par Stanislas Baudry lorsqu'il l'utilise pour nommer son entreprise. Après avoir atteint Paris, le mot fera le tour du monde et se déclinera de différentes façons dans toutes[réf. nécessaire] les langues : bus, autobus, etc.
Autre version
S'il est incontestable que l'application du mot « Omnibus » à un moyen de transport vient de l'entreprise de Stanislas Baudry, l'origine par « Omnes Omnibus » n'est cependant pas corroborée par des documents d'époque, notamment parce qu'on n'a pas de preuves concernant la présence d'un magasin « Omnès » le long de la ligne. Les Archives municipales de Nantes détiennent pourtant un « Fonds Stanislas Baudry » qui a été transmis à la ville vers 1900 par E. Dagault, le fils du comptable de S. Baudry. D'après E. Dagault (Bulletin de la Société archéologique de Nantes, 1892, pp. 115-116), le nom des omnibus aurait été conçu par son père directement à partir du latin : 

« Succès d'argent, d'abord, et succès de vogue, conquis par ce fameux nom d'omnibus, dont on a souvent discuté l'origine. La voici, telle que nous la tenons de la bouche de M. Dagault. ... Un jour que MM. de Saint-Aignan, de Saint-Céran, de Novion, étaient présents au bureau, l'un d'eux dit que le nom de Dames blanches ne signifiait rien pour désigner des voitures destinées à des hommes, des femmes, des enfants. À ce moment M. Dagault, qui écrivait, se retourne à demi : « Eh bien, dit-il, ce sont des voitures omnibus. » Ce surnom est trouvé parfait et sur-le-champ appliqué aux nouvelles voitures. ... Cette origine donna lieu à plus d'une version fantaisiste ; mais M. Dagault ne cessa de protester, et reçut à ce sujet, de M. de Saint-Aignan, une lettre que son fils possède encore et qui, rappelant la scène dont nous venons de parler, lui attribue la paternité de ce nom original. Sur l'écriteau primitif on lit :
BUREAU DES VOITURES
DAMES BLANCHES
DITES OMNIBUS »

L'auteur de l'article affirme avoir vu l'écriteau chez le fils Dagault. Il cite ensuite un article du journal Petit Breton du 2 décembre 1826, une des plus anciennes attestations du mot omnibus dans cette acception : 

« Qu'est-ce que les omnibus ? - Vous voulez le savoir ? - Transportez-vous avec moi au bains de Richebourg à Nantes. ... »  Ensuite est décrit un trajet de Richebourg aux Salorges, puis la conclusion : « ... compagnons d'une demi-heure, on se sépare sans regrets, de nouveaux remplaçants vont occuper nos places, et à l'exception des malheureux coursiers, les baigneurs et les gens d'affaires, l'inventeur et les actionnaires rendront grâce aux progrès de l'industrie nantaise, qui, pour cette fois, a su créer. »

## Développement du système des omnibus

### Paris (1830-1857)
Malgré l'échec de Stanislas Baudry, plusieurs compagnies d'omnibus sont établies dans les années 1830 et 1840, à côté de l'EGO qui est réactivée.

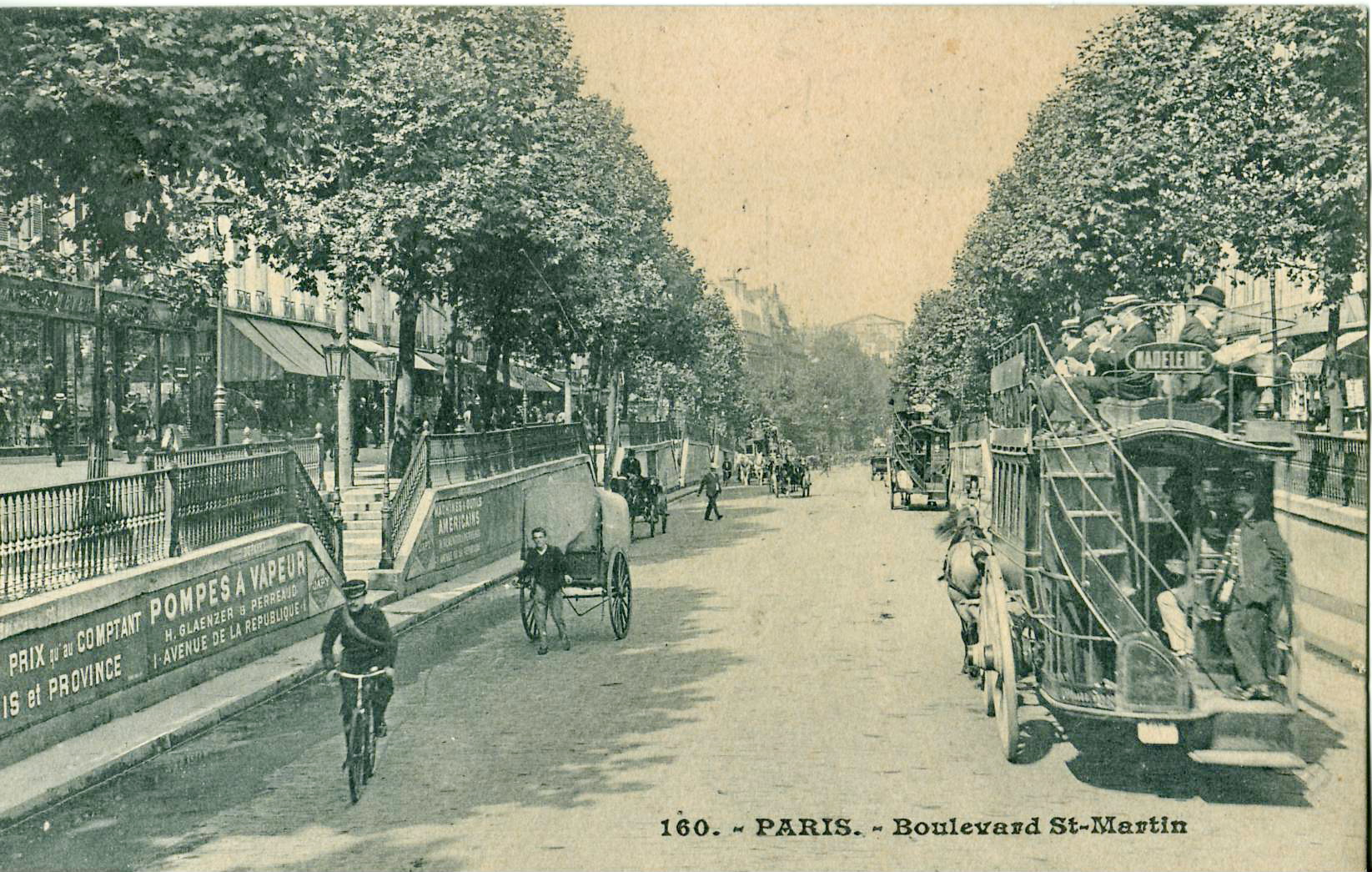
Carte postale ancienne d'un omnibus de la ligne E sur le boulevard Saint-Martin. Omnibus de la ligne E à la hauteur du boulevard Saint-Martin.
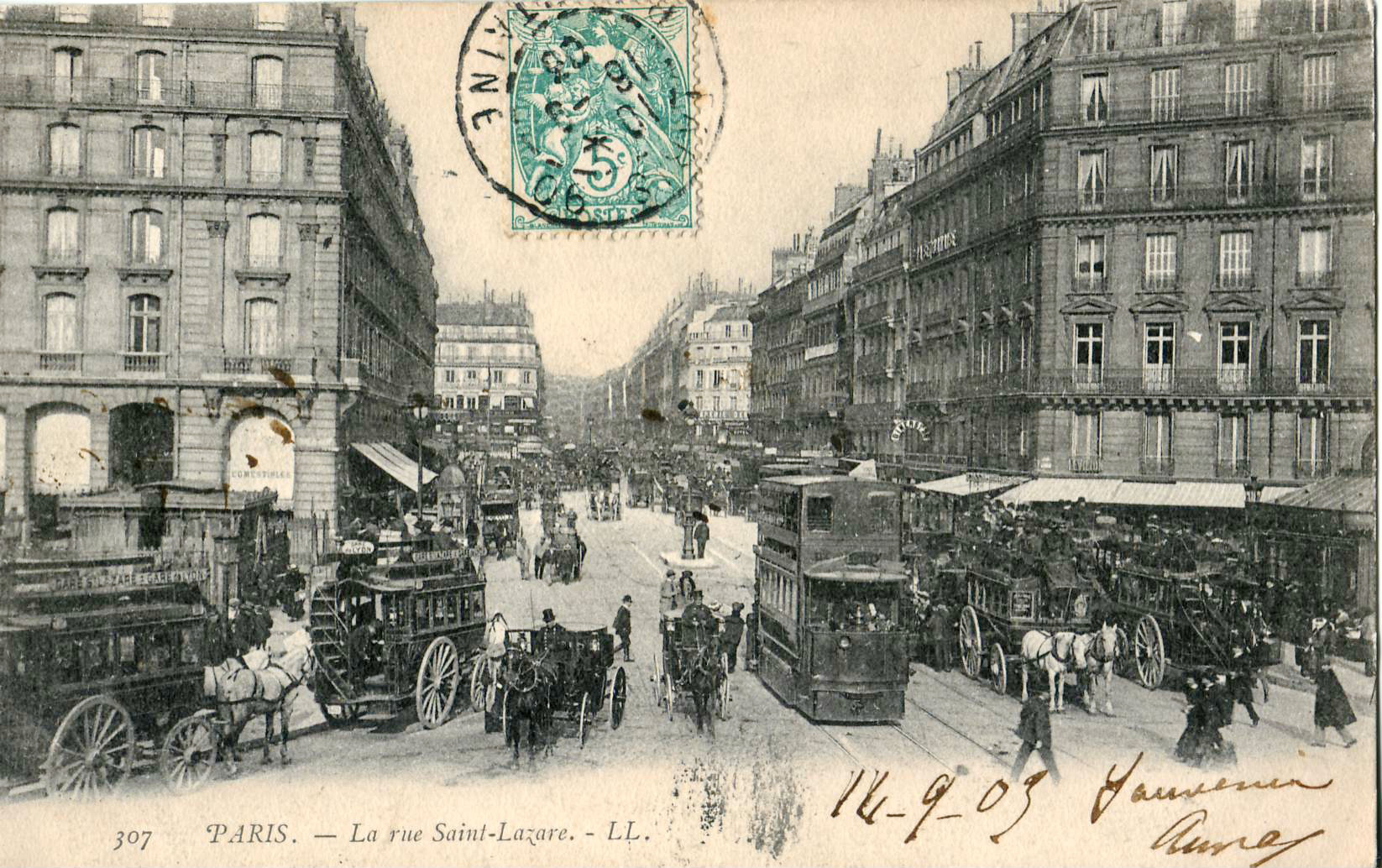
La rue Saint-Lazare au tout début du XXe siècle supportait déjà un important trafic de véhicules de transports en commun : de nombreux omnibus et tramways à air comprimé de la CGO.
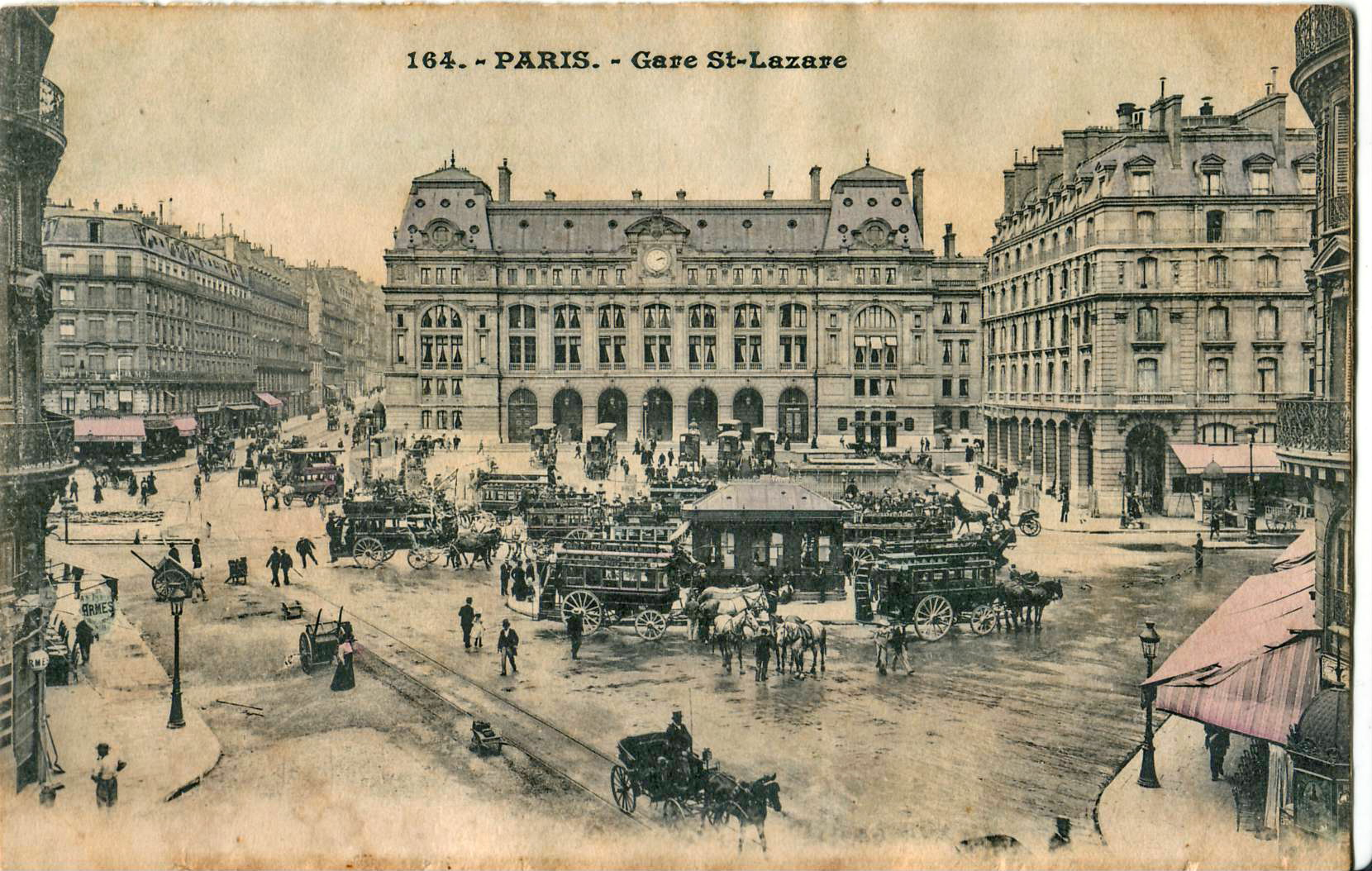
La Gare de Paris-Saint-Lazare dans les toutes premières années du XXe siècle, avec de nombreux omnibus de la CGO en stationnement.

En 1853, la capacité de transport des omnibus augmente avec la création de voitures à impériales.
En 1855, est créée la Compagnie générale des omnibus, par fusion de plusieurs des compagnies de transports parisiennes, dont l'EGO ; la CGO est titulaire d'une concession exclusive sur le territoire de Paris. En 1856, elle exploite 25 lignes régulières portant chacune une lettre de l'alphabet.
- A : Passy, Palais Royal
- B : Saint-Laurent, Chaillot
- C : Pont-de-Neuilly, Louvre.
- D : Fille du Calvaire, Roule
- E : Bastille, Madeleine
- F : Bastille, Monceau
- G : Louvre, Clichy
- H : Barrière Blanche, Odéon
- I : Martyrs, Panthéon
- J : Saint-Jacques, Château Rouge
- K : Enfert, La Chapelle
- L : La Villette, Saint-Sulpice
- M : Etoile, Belleville
- N : Belleville, Banque
- O : Ménilmontant, Montparnasse
- P : Père-Lachaise, Bastille
- Q : Palais-Royal, Trône
- R : Saint-Honoré, Charenton
- S : Bercy, Palais-Royal
- T : Place Cadet, Gare d'Ivry
- U : Lorette, Fontainebleau
- V : Barrière du Maine, Chemin du Nord
- X : Place du Havre, Vaugirard
- Y : Grenelle, Porte Saint-Martin
- Z : Champ-de-Mars, Bastille

En 1860, elle dispose de 503 omnibus et d'une cavalerie de 6 700 chevaux. Certaines voitures seront utilisées durant cinquante ans, entre 1855 et 1905.

### Autres villes
De nombreuses autres villes se dotent de réseaux d'omnibus, par exemple :
- Bordeaux, dès 1830 ; le tramway hippomobile apparaît en 1872.
- Toulouse, au moins entre 1873 et 1886;

Les lignes en 1873 : 
Lalande, Aucamville, Lardenne
Saint-Simon
Croix-Daurade, Loubers, Blagnac (par l'Embouchure)
Cugnaux
Lafourguette
Montaudran (par le pont des Demoiselles)
Plaisance (par les Vitarelles)
S'y ajouterons d'autres lignes en 1877 :
St Martin du Touch / Braqueville  / Saint-Agne, Castanet  / Pibrac  /  Notre dame d'Alet
« Journal de Toulouse et de la région Languedoc-Pyrénées  - 1820 - 1886 », sur le site de la bibliothèque de Toulouse.
Ces réseaux d'omnibus ont souvent été supplantés par la suite par les tramways à traction hippomobile, puis à vapeur ou électriques, qui disposaient d'une plus grande capacité de transport et d'un plus grand confort, mais qui nécessitaient des investissements infiniment plus lourds (au minimum : implantation de rails dans les rues, de plus, généralement : achat de locomotives ou d'automotrices …).

### Le matériel utilisé

Benz-Omnibus, 1896

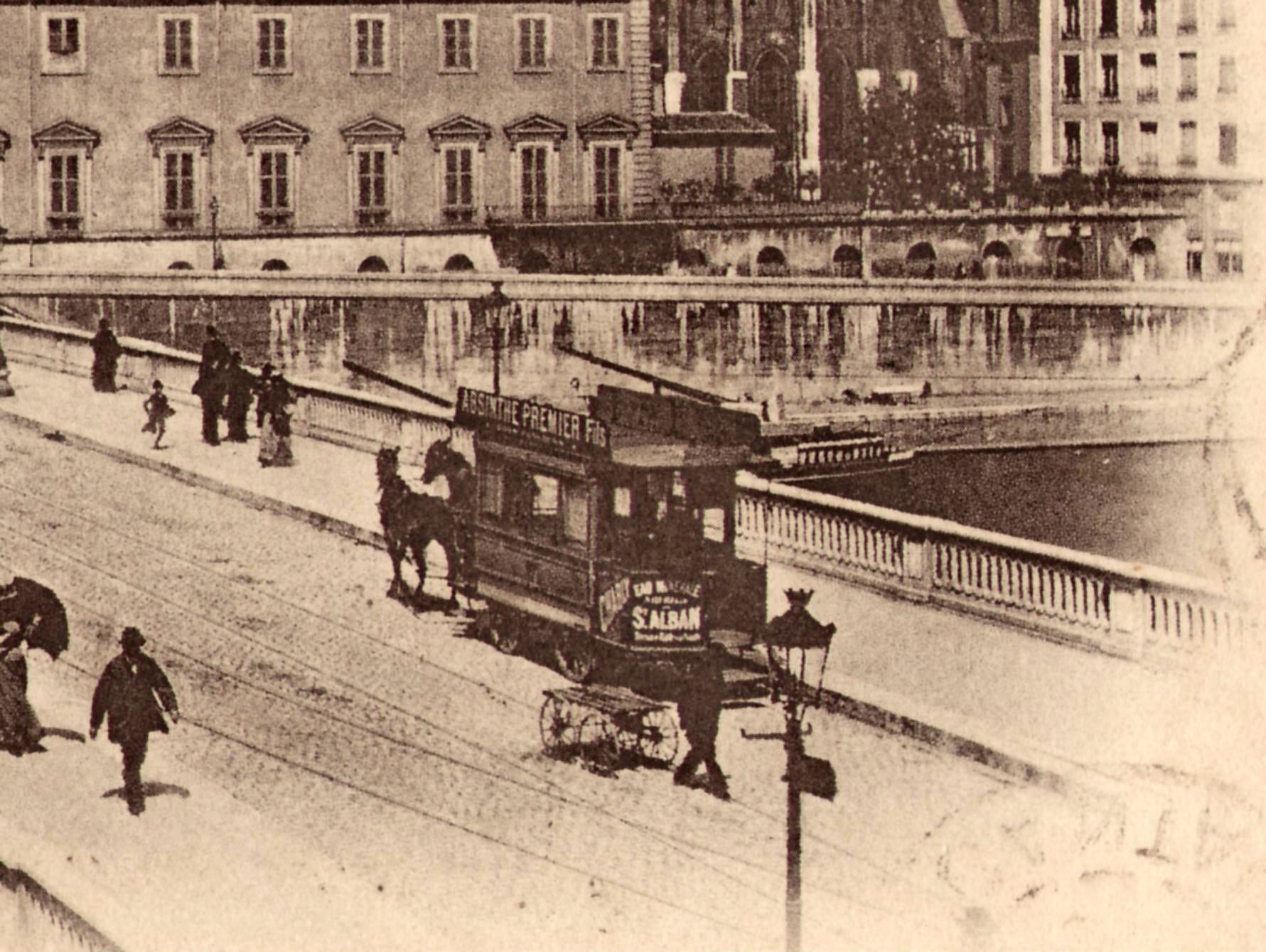
Un car Ripert sur le Pont Tilsit (actuel Pont Bonaparte) à Lyon vers 1900

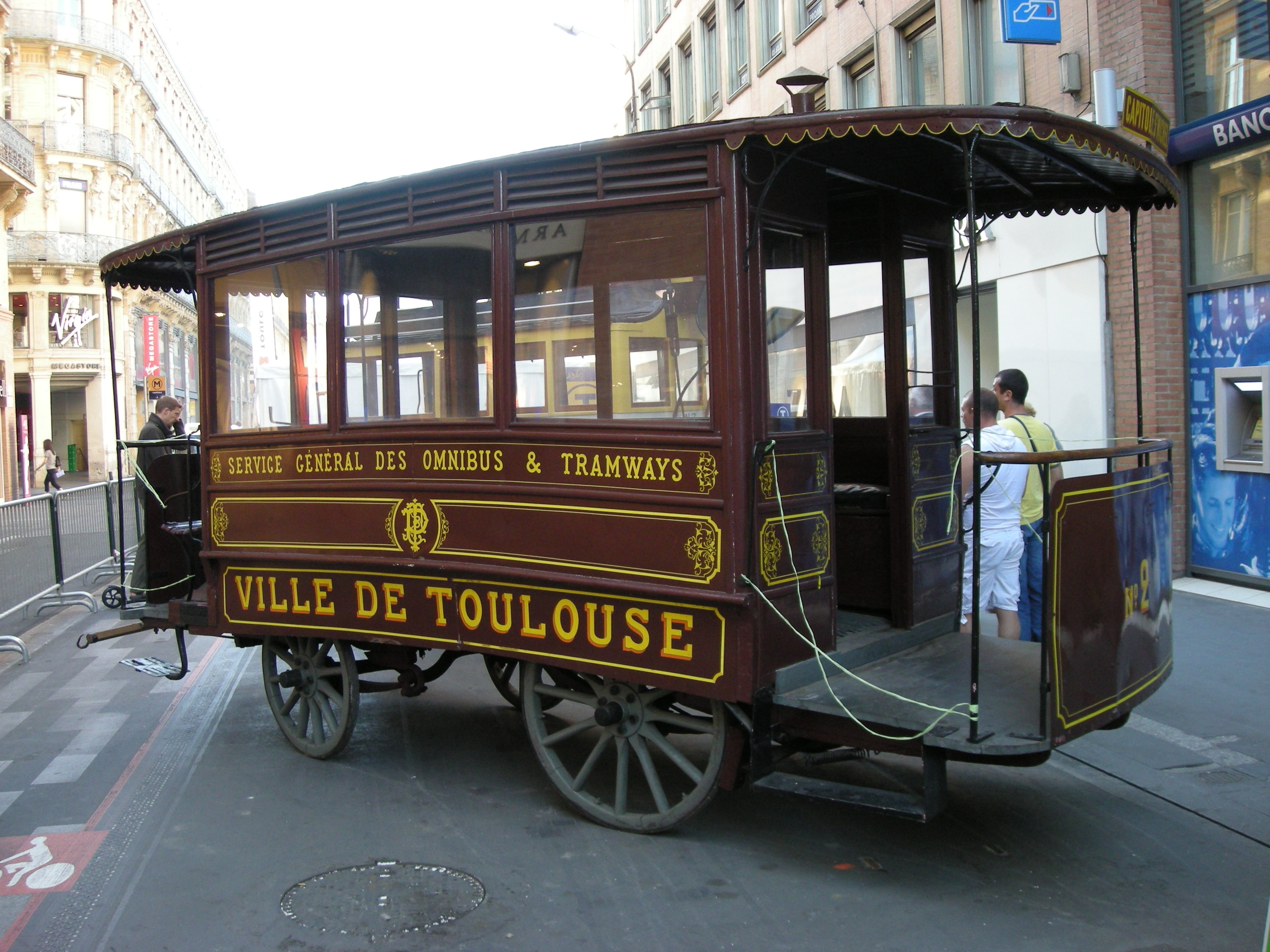
Car Ripert à Toulouse

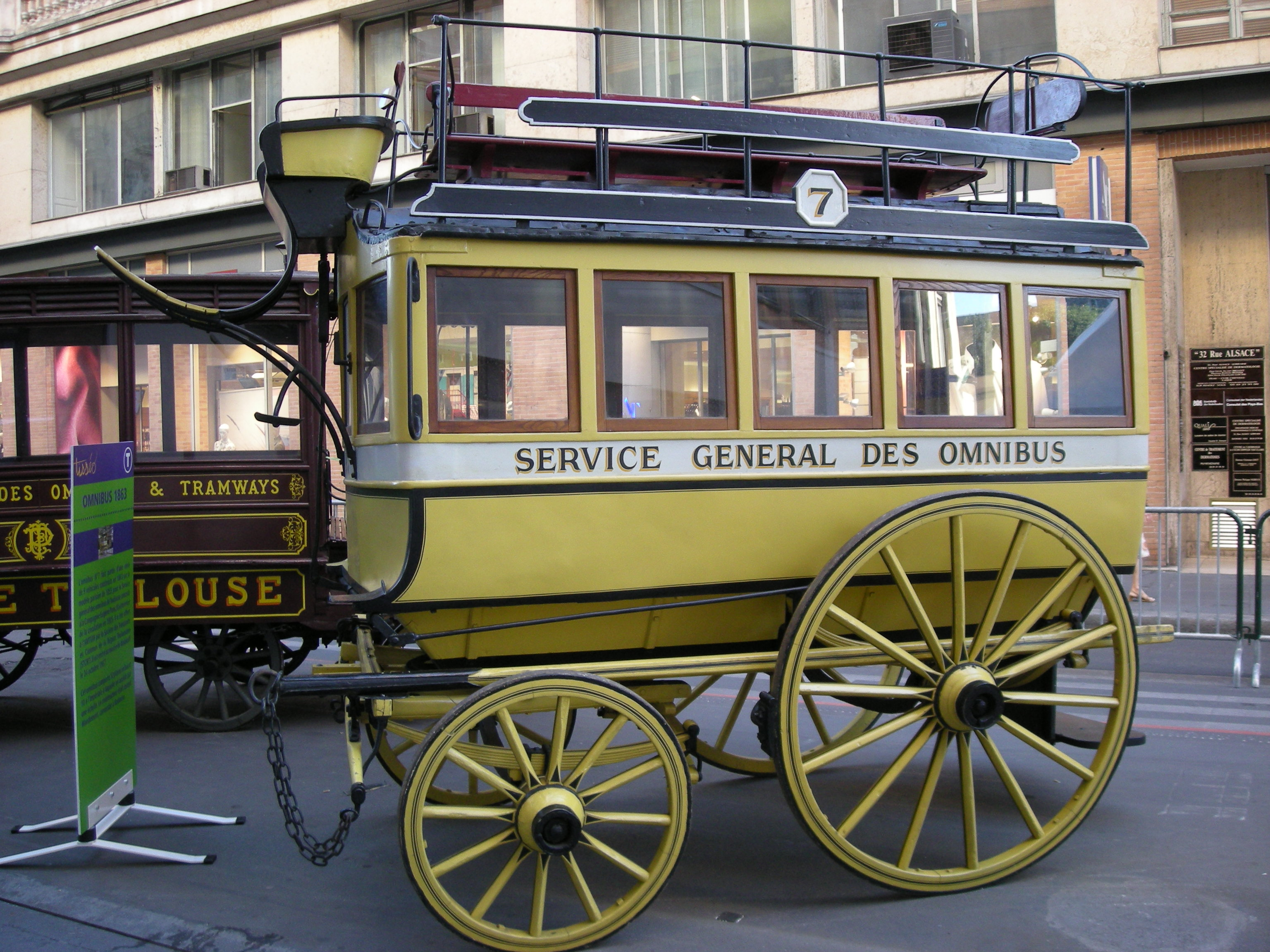
Omnibus Toulousain

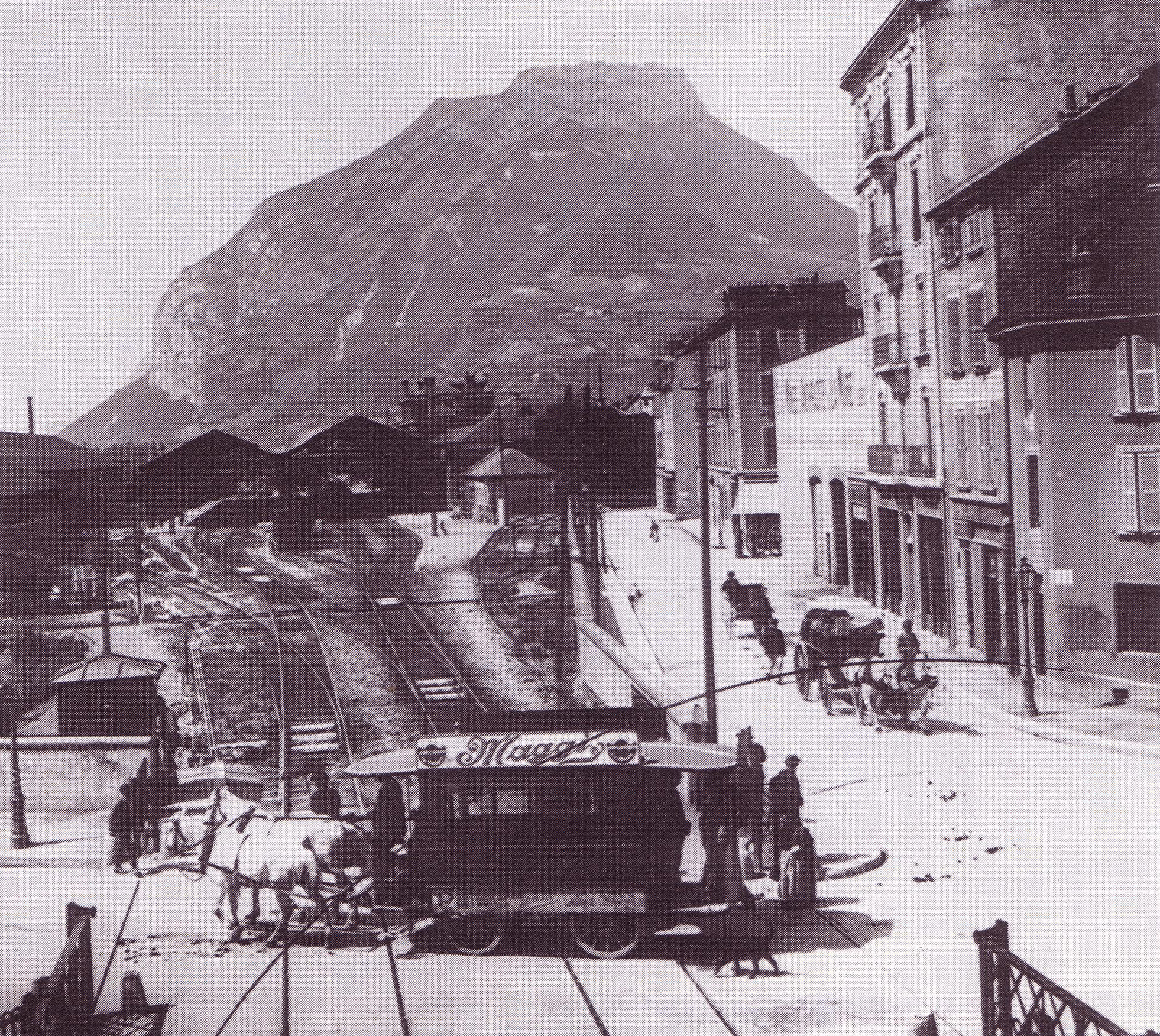
Car Ripert grenoblois

À la fin du XIXe siècle, les voitures d'omnibus sont souvent soit dérivées du modèle parisien, à impériale et roues inégales, soit du type « Car Ripert », conçu par le carrossier marseillais Ripert au début des années 1880, plus pratiques et plus légers que les omnibus parisiens, transposant pour la route le petit tramway à plates-formes extrêmes qui existait à l'époque.

## Chansons
- Chanson nantaise (Almanach de 1828[18]), sur l'air d'En avant, Fanfan Latulipe (extrait) :
« Pauvre fiacr', quand tu t'appliques
A chercher de rich's chalands
Les échopp's et les boutiques
Seront à nous pour longtemps.

On dit bientôt qu'sur chaqu'route,
Les piétons ne s'verront plus ;
La moitié d'la Franc', sans doute,
Mèn'ra l'autr' en omnibus. »
Cette chanson aurait été composée par un conducteur des omnibus nantais.

- Derrière l'omnibus est une chanson française et montmartroise, jadis célèbre, qui lança la carrière de chansonnier de Jules Jouy en 1883. La musique était de Louis Raynal. Elle fut chantée par Paulus grande vedette de l'époque.

- Citation de Bruxelles, chanson du chanteur belge Jacques Brel, sortie en 1962 avec l'album Les Bourgeois :

« C'était au temps où Bruxelles chantait
C'était au temps où Bruxelles bruxellait
…
Place de Brouckère on voyait l'omnibus
Avec des femmes des messieurs en gibus
Et sur l'impériale
Le cœur dans les étoiles
Il y avait mon grand-père
Il y avait ma grand-mère »

## Citations
- Journal des Débats, 7 janvier 1830[19] :
« Une ordonnance de police taxe à 50 centimes (6 sous) les places des Omnibus et autres voitures de cette nature qui circulent dans Paris. »
L'italique montre soit que le mot est encore ressenti comme étranger, moins de deux ans après l'apparition des omnibus à Paris, soit qu'il est plus ou moins réservé aux véhicules de l'EGO.

- Alexandre Dumas, Le Comte de Monte-Cristo, chapitre LXXVII

(L'action se situe en 1838 à Paris. Albert de Morcerf entre dans l'appartement de style oriental d'Haydée, dans la maison du comte de Monte-Cristo) :
« Mon cher hôte, et vous, signora,…, excusez ma stupéfaction. … Voici que je retrouve l'Orient, l'Orient véritable… Tout à l'heure, j'entendais rouler des omnibus et tinter les sonnettes des marchands de limonades. O signora ! que ne sais-je parler le grec… »

## Toponymie
- L'Impasse des Omnibus est une ancienne voie du 14e arrondissement de Paris, absorbée par le square Auguste-Renoir en 1962.

### Bibliographie

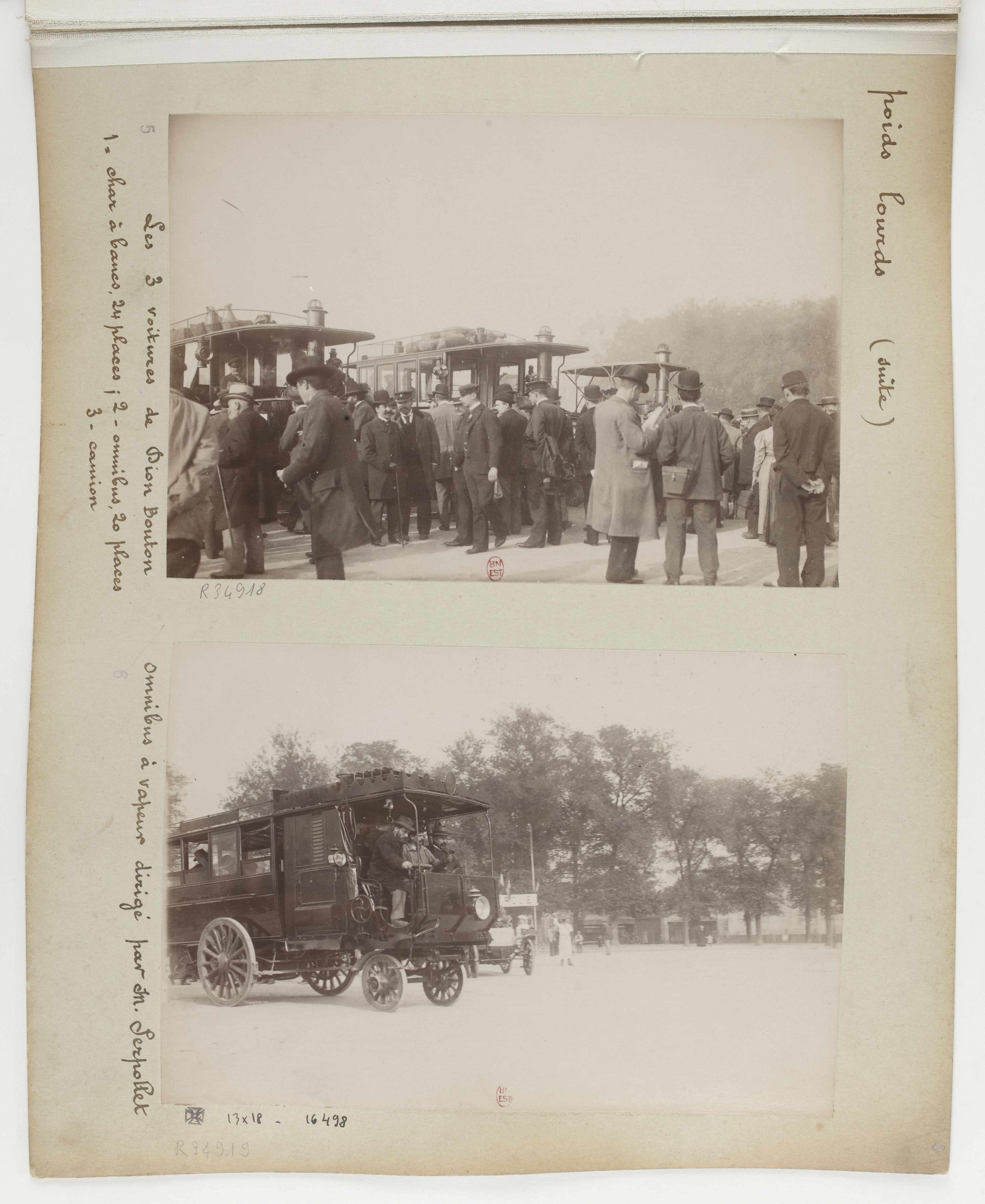
Omnibus à vapeur De Dion-Bouton...
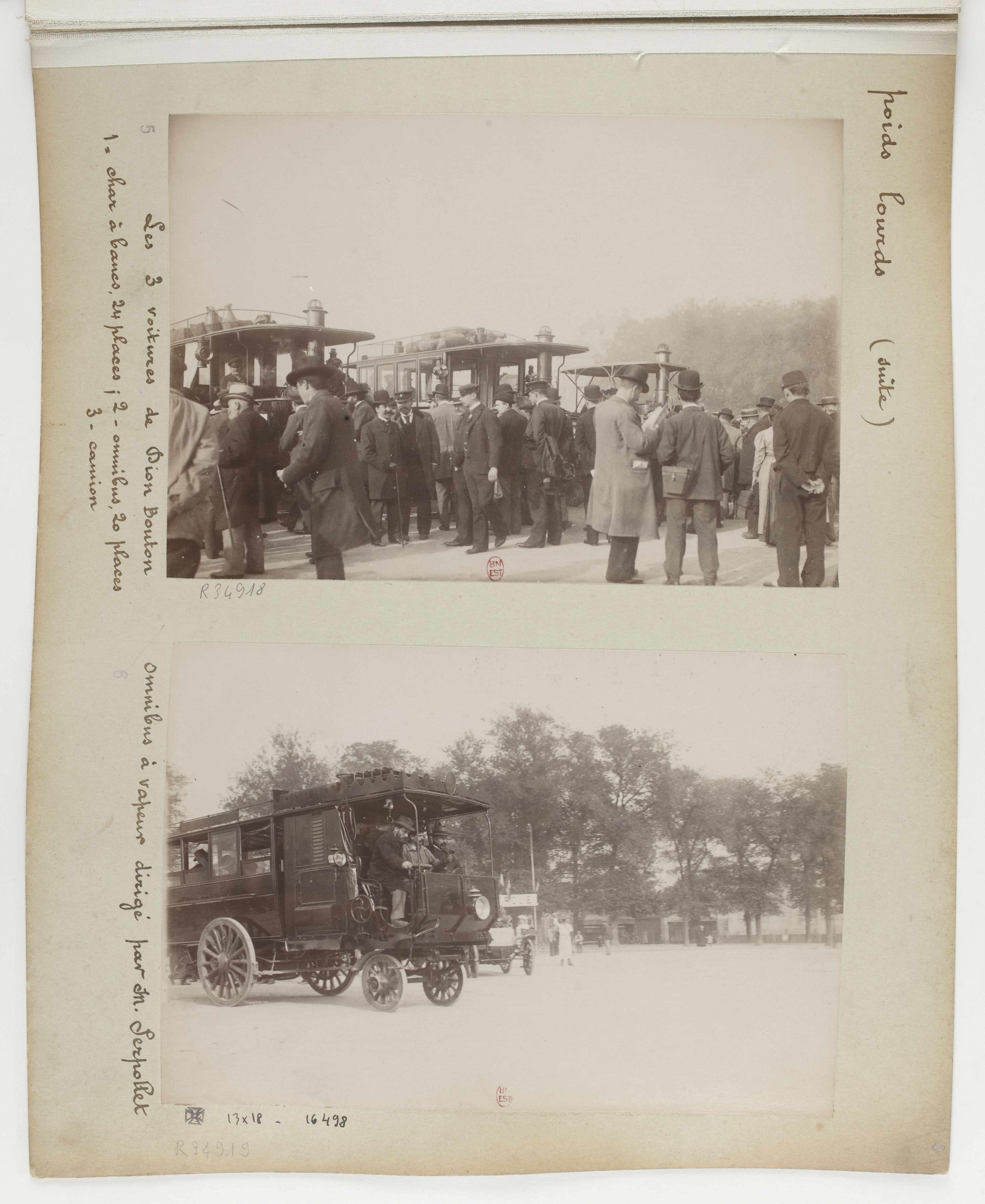
...au concours des poids lourds en 1899.
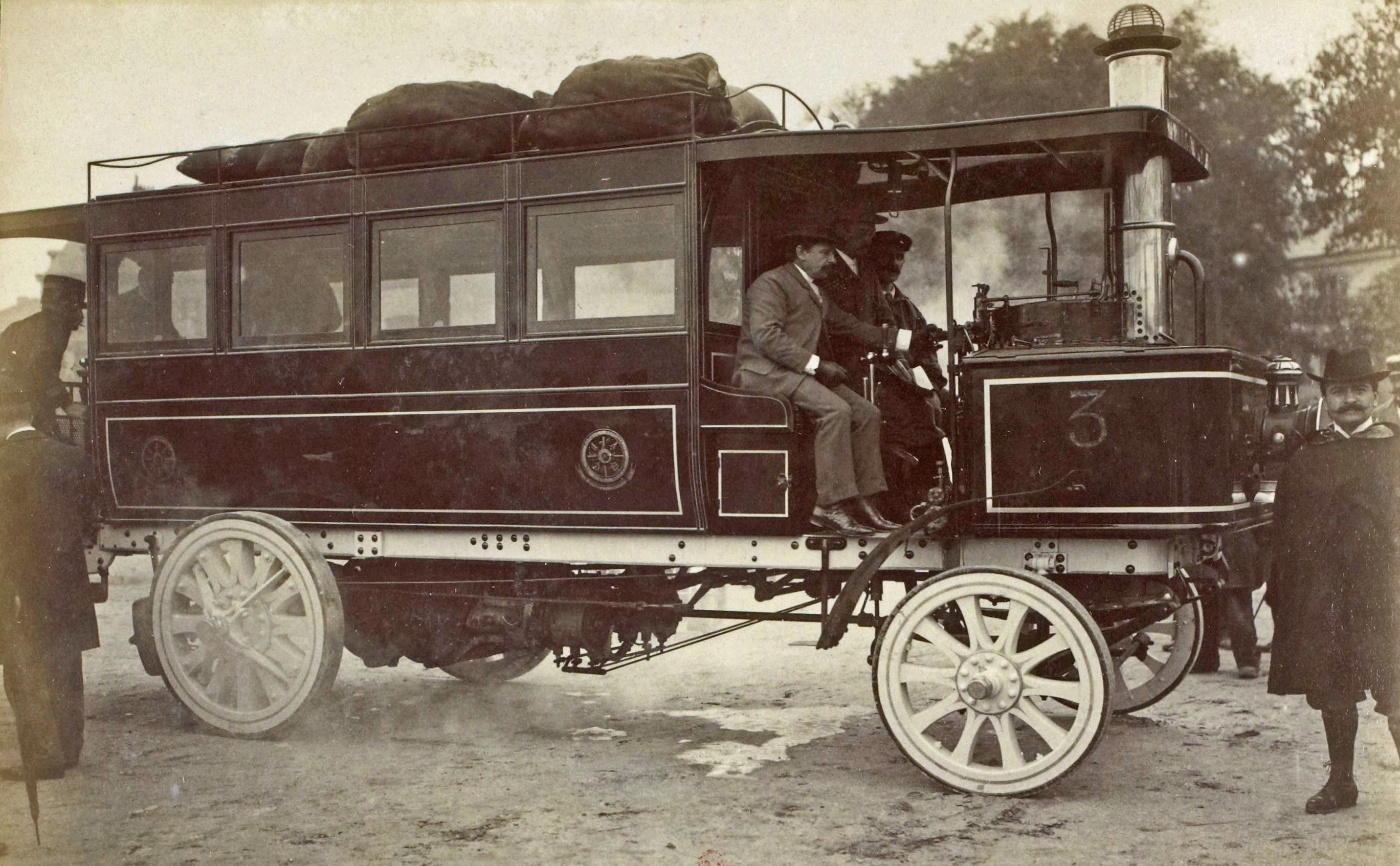
Omnibus De Dion-Bouton toujours en 1899, conduit par Georges Bouton en personne.